# Francesc Labarta
Francesc Labarta i Planas (Barcelona, 1883-ídem, 1963) fue un pintor y dibujante español.

## Biografía
Nacido en Barcelona en 1883, era hijo del dibujante Lluís Labarta y nieto del acuarelista y litógrafo Eusebi Planas. Se inició en el arte de mano de su padre. 
Se formó en la Escuela de la Llotja, donde tuvo como maestros, entre otros, a Francesc Soler i Rovirosa, Josep Pascó, Josep Lluís Pellicer, Hermenegild Anglada i Camarasa y Arcadi Mas i Fontdevila. Ganó tres bolsas de viaje para perfeccionar sus estudios en el extranjero.
Ya en Barcelona fundó, junto con Ricard Canals, Xavier Nogués, Iu Pascual y Joan Colom, la agrupación Les Arts i els Artistes. En la revista Papitu publicó ilustraciones bajo la firma «Lata».
Como dibujante, colaboró en numerosos semanarios satíricos catalanes: Papitu —donde firmaba con el seudónimo de «Lata»—, L'Esquella de la Torratxa y La Cuca Fera, con ilustraciones sofisticadas que pretendían reflejar la vida moderna.
Como pintor, cultivó asiduamente el paisaje. También se dedicó al dibujo artístico industrial, proyectando mosaicos, vitrales y alfombras, y a la pintura mural de iglesias y palacios (como la decoración del edificio de Correos de Barcelona y el Palacio Nacional de Montjuïc).
Pedagogo por vocación, además de formar parte del profesorado de la Escuela de Artes y Oficios de Barcelona fundó su propia academia.